# Jyryrivier
Jyryrivier  (Zweeds – Fins: Jyryjoki) is een rivier, die stroomt in de Zweedse  gemeente Pajala. De rivier annex beek verzorgt de afwatering van de omgeving rondom het Jyrymeer en de Jyryberg. Het gebied heeft de naam Jyryvallei, maar is voor haar doen erg breed. Het gebied ligt binnen de gemeente Kiruna. De Jyryrivier stroomt naar het zuiden, krijgt al snel water van haar belangrijkste zijrivier de Kotabeek. Ze is circa 23 kilometer lang.
Afwatering: Jyryrivier → Parkarivier → Muonio → Torne → Botnische Golf